# Cryptantha intermedia
Cryptantha intermedia är en strävbladig växtart som först beskrevs av Samuel Frederick Gray, och fick sitt nu gällande namn av Edward Lee Greene. Cryptantha intermedia ingår i släktet Cryptantha, och familjen strävbladiga växter. Utöver nominatformen finns också underarten C. i. intermedia.

## Bildgalleri

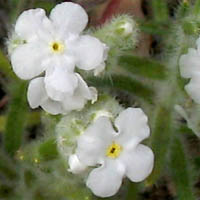